# Drosophila albipes
Drosophila albipes este o specie de muște din genul Drosophila, familia Drosophilidae, descrisă de Walker în anul 1853. Conform Catalogue of Life specia Drosophila albipes nu are subspecii cunoscute.